# Hlaváčovec pastelový
Hlaváčovec pastelový (Nemateleotris magnifica Fowler, 1938) je tropická, drobná ryba z čeledi hlaváčovitých. Hloubí si nory v písku a štěrku na korálových útesech.

## Taxonomie
Dříve byl druh řazen do čeledi hlaváčovcovití (Microdesmidae).

## Popis
Dorůstá velikosti do 9 cm a průměrná délka života je 3 roky.
Charakteristická je světlá barva hlavy přecházející do syté oranžovo červené barvy ocasu.
Rypec ryby je žlutý. Za okem mohou být mírné bledé tečky, směřující dozadu, s fialovým odstínem a hřbetním pruhem. Ve světlé polovině těla je lehce zbarvena do žlutozelena s otáčivou perletí směrem k břichu, která slábne do červené barvy.
Ocasní, řitní a druhá hřbetní ploutev jsou oranžovo červené. První hřbetní ploutev je na přední straně červená a u samců je delší. Má dvě hřbetní ploutve, z nichž je druhá hřbetní ploutev výrazně kratší než první. Hlavním determinačním znakem je velmi dlouhá první hřbetní ploutev, kterou používá jak k pohybu, tak i pro specifické signály. Břišní ploutve jsou dlouhé a špičaté. Prsní ploutve jsou vějířovitého tvaru a průhledné. Ocasní ploutev je zaoblená.

## Rozmnožování
Tře se v norách, kde dochází k oplodnění jiker. Samec hlídá snůšku do vylíhnutí. Populace se mohou zdvojnásobit za méně než 15 měsíců.

## Výskyt
Rozsáhlá stanoviště v Indo-Pacifiku. Vyskytuje se v těchto oblastech: Americká Samoa, Austrálie, Vánoční ostrov, Kokosové ostrovy (Keelingovy), Komory, Cookovy ostrovy, Fidži, Francouzská Polynésie, Guam, Indonésie, Japonsko, Maledivy, Marshallovy ostrovy, Mauricius, Mikronésie, federativní státy, Nová Kaledonie, Severní Mariany, Palau, Papua Nová Guinea, Filipíny, Pitcairn, Samoa, Seychely, Jižní Afrika, Srí Lanka, Tchaj-wan, Tanzanie, Spojené státy, Tonga, Vanuatu

## Ekologie
Mláďata žijí v malých skupinách v doupatech.
Dospělci obývají nory samostatně nebo v páru. Obvykle se nachází těsně nad dnem korálových útesů v hloubce 6–70 m. Pohybují se v okolí svých nor proti proudu, kde loví zooplankton: primárně larvy korýšů a klanonožce. V případě ohrožení se schovávají do vyhloubených úkrytů.
Vykazuje monogamii.

## Potrava
Požírá zooplankton: primárně larvy korýšů a klanonožce.

## Ochrana
Je to málo dotčený taxon. Hlaváčovec pastelový je loven z volné přírody pro akvaristický chov. Pro Nemateleotris magnifica nejsou zavedena žádná druhově specifická ochranná opatření. Jeho rozšíření se však může shodovat s řadou chráněných mořských oblastí. Je třeba monitorovat regionální hrozby a populační trendy.

## Akvarijní chov
Ideální teplota akvária 24–26 °C, pH 8,4 a slanost 1,023–1,027.
Krmivo: drobní obratlovci (masožravý).
Potřebuje hluboký písečný substrát. Rád se podhrabává pod kameny. Akvárium musí obsahovat dostatečné množství dutin a úkrytů.
Je mírumilovný a snadno se krmí. Z počátku vyžaduje živou potravu, než začne přijímat i jinou potravu. Krycí sklo musí dobře těsnit, když se hlaváčovec poleká, vyskakuje.